# العلاقات الإستونية البلغارية
العلاقات الإستونية البلغارية هي العلاقات الثنائية التي تجمع بين إستونيا وبلغاريا.

## مقارنة بين البلدين
هذه مقارنة عامة ومرجعية للدولتين:
| وجه المقارنة                                              | إستونيا                                                                             | بلغاريا                                                                             |
| --------------------------------------------------------- | ----------------------------------------------------------------------------------- | ----------------------------------------------------------------------------------- |
| المساحة (كم2)                                             | 45.34 ألف                                                                           | 110.99 ألف                                                                          |
| عدد السكان (نسمة)                                         | 1.32 مليون                                                                          | 7.08 مليون                                                                          |
| الكثافة السكانية (ن./كم²)                                 | 29.11                                                                               | 63.79                                                                               |
| العاصمة                                                   | تالين                                                                               | صوفيا                                                                               |
| اللغة الرسمية                                             | اللغة الإستونية                                                                     | اللغة البلغارية                                                                     |
| العملة                                                    | يورو، كرون إستوني، كرون إستوني، المارك الإستوني                                     | ليف بلغاري                                                                          |
| الناتج المحلي الإجمالي (بليون دولار)                      | 25.92 مليار                                                                         | 56.83 مليار                                                                         |
| الناتج المحلي الإجمالي (تعادل القوة الشرائية) بليون دولار | 38.11 مليار                                                                         | 130.99 مليار                                                                        |
| الناتج المحلي الإجمالي الاسمي للفرد دولار أمريكي          | 17.79 ألف                                                                           | 8.03 ألف                                                                            |
| الناتج المحلي الإجمالي للفرد دولار أمريكي                 | 28.14 ألف                                                                           | 17.21 ألف                                                                           |
| مؤشر التنمية البشرية                                      | 0.871                                                                               | 0.782                                                                               |
| رمز المكالمات الدولي                                      | +372                                                                                | +359                                                                                |
| رمز الإنترنت                                              | .ee                                                                                 | .bg، .бг ‏                                                                           |
| المنطقة الزمنية                                           | ت ع م+02:00، ت ع م+03:00، توقيت شرق أوروبا، أوروبا/تالين ‏، توقيت شرق أوروبا الصيفي ‏ | ت ع م+02:00، ت ع م+03:00، أوروبا/صوفيا ‏، توقيت شرق أوروبا، توقيت شرق أوروبا الصيفي ‏ |

## مدن متوأمة
في ما يلي قائمة باتفاقيات التوأمة بين مدن إستونية وبلغارية:
- ترتبط فورو (بلدة) مع سموليان باتفاقية توأمة.

## منظمات دولية مشتركة
يشترك البلدان في عضوية مجموعة من المنظمات الدولية، منها:
| علم المنظمة | اسم المنظمة                               | تاريخ انضمام إستونيا | تاريخ انضمام بلغاريا |
| ----------- | ----------------------------------------- | -------------------- | -------------------- |
|             | الاتحاد الأوروبي                          | 1 مايو 2004          | 2007                 |
|             | وكالة ضمان الاستثمار متعدد الأطراف        | 24 سبتمبر 1992       | 23 سبتمبر 1992       |
|             | الأمم المتحدة                             | 17 سبتمبر 1991       | 14 ديسمبر 1955       |
|             | الفريق المعني برصد الأرض                  | ?                    | ?                    |
|             | مركز تنسيق الحركة في أوروبا ‏              | ?                    | ?                    |
|             | منظمة حظر الأسلحة الكيميائية              | ?                    | ?                    |
|             | منظمة التجارة العالمية                    | ?                    | 1 ديسمبر 1996        |
|             | منظمة الشرطة الجنائية الدولية             | ?                    | ?                    |
|             | منظمة الأمن والتعاون في أوروبا            | 10 سبتمبر 1991       | 25 يونيو 1973        |
|             | حلف شمال الأطلسي                          | 29 مارس 2004         | 29 مارس 2004         |
|             | يونسكو                                    | 14 أكتوبر 1991       | 17 مايو 1956         |
|             | مجلس أوروبا                               | ?                    | 7 مايو 1992          |
|             | Strategic Airlift Capability ‏             | ?                    | ?                    |
|             | الاتحاد البريدي العالمي                   | ?                    | ?                    |
|             | البنك الدولي للإنشاء والتعمير             | 23 يونيو 1992        | 25 سبتمبر 1990       |
|             | اتفاقية السماوات المفتوحة                 | ?                    | ?                    |
|             | الاتحاد الدولي للاتصالات                  | 19 مايو 1922         | 18 سبتمبر 1880       |
|             | مؤسسة التمويل الدولية                     | 9 أغسطس 1993         | 22 يوليو 1991        |
|             | المنظمة الأوروبية لسلامة الملاحة الجوية   | 2015                 | 1997                 |
|             | المركز الدولي لتسوية المنازعات الاستشارية | 23 يوليو 1992        | 13 مايو 2001         |
|             | مجموعة أستراليا                           | 2004                 | 2001                 |
|             | مجموعة الموردين النوويين                  | ?                    | ?                    |

## وصلات خارجية
- موقع وزارة الخارجية الإستونية
- موقع وزارة الخارجية البلغارية